# Frozen (Madonna)
Frozen è un brano musicale della cantautrice statunitense Madonna, tratta dal suo settimo album in studio Ray of Light (1998). È stato pubblicato il 23 febbraio 1998 dalla Maverick Records ed è stato incluso nelle raccolte GHV2 (2001) e Celebration (2009).
Scritto da Madonna e Patrick Leonard, è stato prodotto in collaborazione con William Orbit.

## Descrizione
Dal punto di vista musicale, Frozen è una ballata elettronica mid-tempo, il cui testo parla di un uomo freddo e senza emozioni. Se nel primo verso il ritmo è ancora medio, con l'arrivo del ritornello viene aggiunto un ritmo più dance accompagnato da suoni ambientali. Nel secondo verso, il testo diventa più profondo: "Love is a bird, she needs to fly" (l'amore è un uccello, ha bisogno di volare). Santiago Fouz-Hernández e Freya Jarman-Ivens, autori di Madonna's Drowned Worlds, hanno commentato che la canzone si ispira fortemente a diversi stili musicali, dalla musica classica contemporanea, come il neoromanticismo, all'opera italiana, in particolare alla Madama Butterfly di Puccini e all'Aida di Giuseppe Verdi. Nella voce di Madonna, durante la canzone, manca il vibrato, e questo ha portato ad una comparazione con la musica medievale. In un'intervista per il The New York Times, Madonna ha affermato che il testo «parla di ritorsione, di vendetta, di odio e di rimpianto. Tutti diranno che la canzone riguarda Carlos [suo ex fidanzato], ma non è così: parla delle persone in generale».
Il brano ha ricevuto pareri favorevoli dai critici musicali, alcuni dei quali lo considerano come staccato dal resto dell'album. In effetti, Frozen fu descritto come un'opera maestra mentre il suo suono e il suo ritmo melodico furono definiti cinematografici.
Il brano, comunque, riscosse un ottimo successo in tutto il mondo: negli Stati Uniti, ad esempio, ha raggiunto la 2ª posizione nella Billboard Hot 100, diventando il sesto brano dell'artista a raggiungere tale posizione in questa classifica; nel frattempo, raggiunge la prima posizione della Hot Dance Club Play. Inoltre, Frozen è stato un notevole successo mondiale, raggiungendo le prime posizioni in molti paesi, tra cui Italia, Spagna, Canada e Regno Unito. Sal Cinquemani di Slant Magazine ne ha dato una recensione positiva, lodando la sua produzione e sostenendo che si tratta di «uno dei grandi capolavori pop degli anni '90. Il testo è semplice, ma le sue dichiarazioni sono grandi». Paul Verna di Billboard ha definito la canzone "favolosa". In una recensione a parte, Larry Flick ha definito la canzone «una splendida incursione nel regno della musica elettronica, che verrà applaudita dai puristi underground.» Rob Sheffield di Rolling Stone ha commentato positivamente la "malinconia artica" della canzone.

## Video musicale
Il video musicale ufficiale è stato diretto da Chris Cunningham ed è stato girato al Cuddeback Lake nel deserto del Mojave, in California, tra il 7 e l'11 gennaio 1998. Madonna ha affermato di vedere il deserto come un luogo magico pervaso di poteri mistici e quindi una buona metafora per il video. Le ispirazioni per il video furono Il paziente inglese e l'opera di Martha Graham. La stilista Arianne Phillips fu ingaggiata per curare l'immagine dell'artista, mentre l'abito nero indossato da Madonna all'interno del video proviene dalla collezione primavera-estate 1998 di Jean Paul Gaultier, collezione ispirata all'immagine e ai costumi della pittrice messicana Frida Kahlo.
Nel video Madonna appare con le mani coperte da disegni realizzati con l'henné, che ha molto significato nello yoga e che conferisce un'aria mistica alla sua immagine. L'artista ha dichiarato che, insieme al suo team, aveva pensato di girare il video in Islanda, in quanto l'idea era quella di ambientarlo in un posto freddo in cui fosse presente anche la neve, ma alla fine l'idea fu accantonata poiché Madonna non era disposta a morire di freddo. Ella non aveva tuttavia considerato che in quel periodo dell'anno nel deserto si raggiungono le temperature più fredde dell'anno e, inoltre, durante le riprese piovve spesso. Poco dopo la registrazione, Madonna dichiarò che girare questo video è stato il lavoro più duro della sua carriera, soprattutto a causa del freddo patito. Il video è ricco di effetti speciali, dai filtri colorati per rendere il deserto notturno all'effetto di una Madonna che vola in cielo, dai cambiamenti di forma della figura della cantante, che una volta muta in uno stormo di corvi e poi in un cane, alla presenza di altri due "cloni" della cantante stessa.
Il video ha vinto il premio nella categoria Migliori effetti speciali agli MTV Video Music Awards 1998. Oltre alla versione del brano tratta dall'album Ray of Light, in un secondo momento è stato fatto promuovere il video nella versione Stereo Mc's Mix.

## Esibizioni dal vivo
Madonna realizzò una forte promozione del singolo e a prova di ciò vi sono tutte le occasioni in cui la cantante interpretò il brano in vari programmi televisivi negli Stati Uniti e in Europa nel 1998. La canzone fu inclusa in quattro dei suoi tour mondiali:
- Drowned World Tour (2001): dopo l'interludio di Paradise (Not for Me), Madonna appare sul palco vestita da geisha, indossando una parrucca nera e un kimono firmato da Jean-Paul Gaultier rosso e nero con maniche lunghe circa nove metri. Mentre la canzone procede, la cantante si libera delle maniche e balla con mosse sincronizzate di karate. La performance termina con un interludio strumentale di Open Your Heart, che introduce Nobody's Perfect.
- Re-Invention Tour (2004): per quest'esibizione, Madonna scelse la versione dell'album. Sugli schermi fu proiettato un video di Chris Cunningham, Flex, con scene di uomini e donne nudi in atteggiamenti amorosi.
- Sticky & Sweet Tour (2009): in una versione più rave rispetto all'originale, Frozen rimpiazzò la canzone Hung Up nella scaletta della seconda tappa del suo tour. Questa canzone include estratti di Open Your Heart del disco True Blue, di I'm Not Alone di Calvin Harris e di Hung Up.
- Madame X Tour (2019-2020): prima esibizione dell'ultimo atto del tour. Tale versione varia abbastanza dall'originale: è arrangata con un beat trap, violini e rallentata notevolmente. Nell'esibizione, Madonna, canta di profilo e da ferma, mentre viene proiettato un video in cui sua figlia Lourdes balla sulle note della canzone.

## Remix
- Stereo Mc's Mix
- Stereo Mc's Mix Edit
- Extended Club Mix
- Extended Club Mix Edit
- Meltdown Mix Long Version
- Widescreen Mix
- Radio Edit Version
- Victor Calderone Club Mix / Extended Club Mix
- Victor Calderone Drumapella
- William Orbit Drumapella
- Sickick (2021): nell’aprile 2021 il DJ Sickick produce un remix della canzone che presto diviene popolare grazie a TikTok. In seguito viene notato da Madonna stessa, la quale decide di autorizzare il rilascio ufficiale del remix, pubblicato il 3 dicembre 2021.
- Sickick e Fireboy DML: il 3 marzo 2022 viene pubblicata una nuova versione del remix di Sickick con il featuring di Fireboy DML. Il 10 marzo ne esce il videoclip ufficiale che vede presenti entrambi gli artisti.
- Sicksick e 070 Shake

## Classifiche

### Classifiche settimanali
| Classifica (1998) | Posizione massima |
| ----------------- | ----------------- |
| Australia         | 5                 |
| Austria           | 2                 |
| Belgio (Fiandre)  | 2                 |
| Belgio (Vallonia) | 3                 |
| Brasile           | 1                 |
| Canada            | 2                 |
| Finlandia         | 1                 |
| Francia           | 2                 |
| Italia            | 1                 |
| Irlanda           | 4                 |
| Messico           | 1                 |
| Norvegia          | 2                 |
| Nuova Zelanda     | 5                 |
| Paesi Bassi       | 2                 |
| Polonia           | 1                 |
| Regno Unito       | 1                 |
| Spagna            | 1                 |
| Svezia            | 2                 |
| Svizzera          | 2                 |
| Stati Uniti       | 2                 |

### Classifiche di fine anno
| Classifica (1998) | Posizione |
| ----------------- | --------- |
| Australia         | 44        |
| Austria           | 15        |
| Belgio (Fiandre)  | 18        |
| Belgio (Vallonia) | 15        |
| Paesi Bassi       | 14        |
| Francia           | 15        |
| Italia            | 7         |
| Germania          | 17        |
| Svezia            | 26        |
| Svizzera          | 6         |
| Stati Uniti       | 32        |